# Abraham Argillander
Abraham Argillander, född 27 september 1722, död 27 maj 1800, var en finländsk salpetersjudardirektör och kemist.

## Biografi
Abraham Argillander var son till kyrkoherden i Kuopio Henrik Argillander. Han åtnjöt först enskild undervisning i hemmet, sändes 1734 till trivialskolan i Villmanstrand varifrån 1739 gick vidare till Borgå gymnasium. 1740 blev han student vid Åbo universitet och 1748 vid Uppsala universitet. Under sin tid i Uppsala kom Argillander att tillhöra den Linnéanska kretsen, var medhjälpare åt Johan Gottschalk Wallerius och kom i den senares laboratorium att som kemist särskilt att studera salpeterberedningen. Han kom efter sin återkomst till Finland att stå i flitig brevväxling med både Linné och Wallerius. I oktober 1750 blev han extra kammarskrivare i artillerikontoret och i november samma år inspektör över salpetersjuderierna i Nylands, Tavastehus och Savolax län. Under Argillanders ledning kom salpetersjudningen i Finland att ryckas upp ur sitt dåvarande förfall, och på hans initiativ inrättades 1754 ett kemiskt laboratorium i Helsingfors. Argillander erhöll 1758 professors titel. Han var genom livet en vaken och intresserad naturforskare, och Wallerius kom att basera sitt kapitel om rapakivigranitens vittring i sin nya upplaga av Urban Hjärnes Tentamina chemica (utgiven 1753) och sitt kapitel om salpeter i Chemia physica (1765) på Argillanders redogörelser. Han författade även kapitlet om Savolax i femte upplagan av Eric Tunelds Geographie öfwer Sweriges rike. Han blev ledamot av Auroraförbundet i Åbo 1771 och erhöll avsked med pension 1795.